# 淡路島ぬーどる

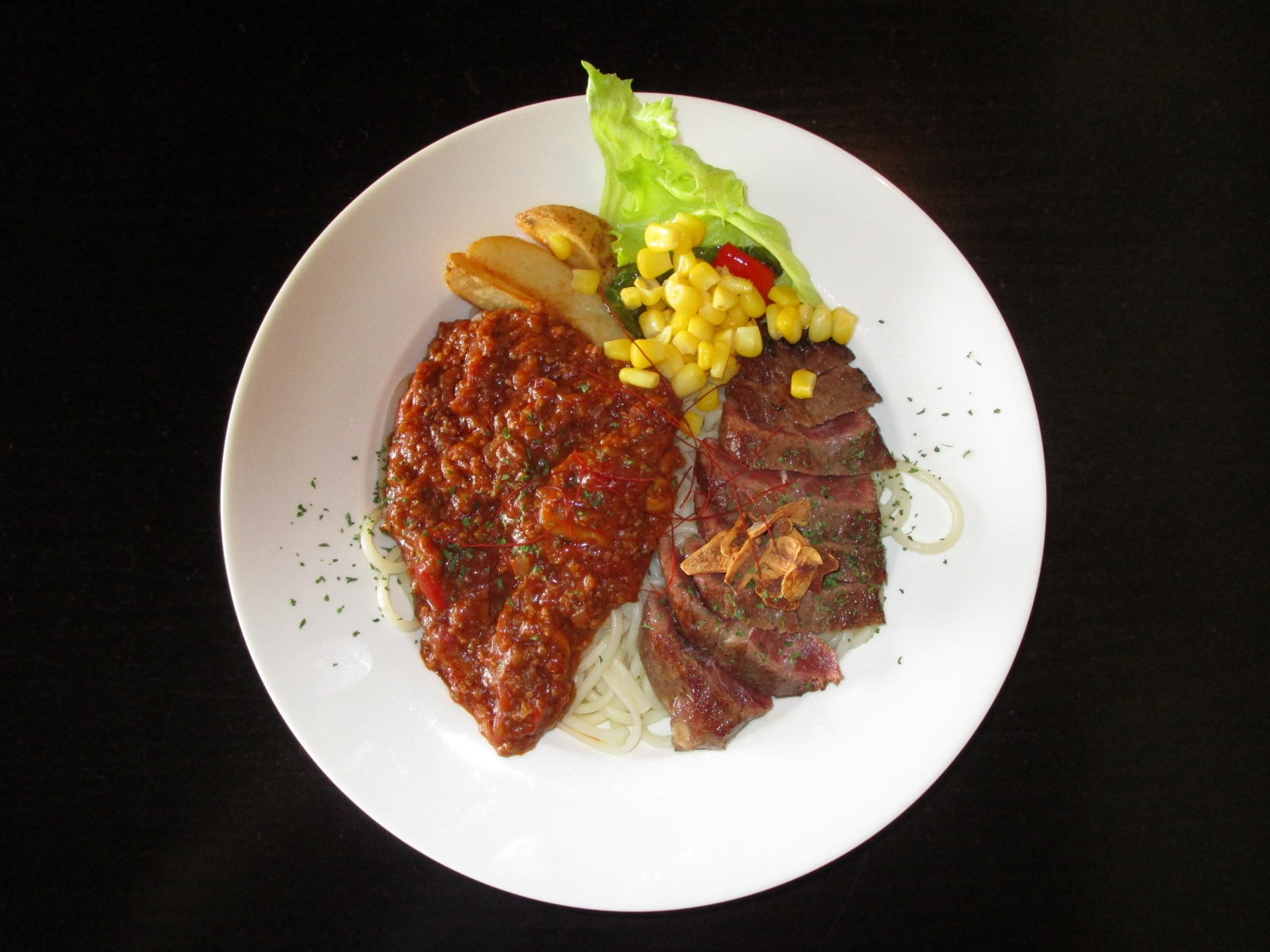
淡路島ぬーどるの一例

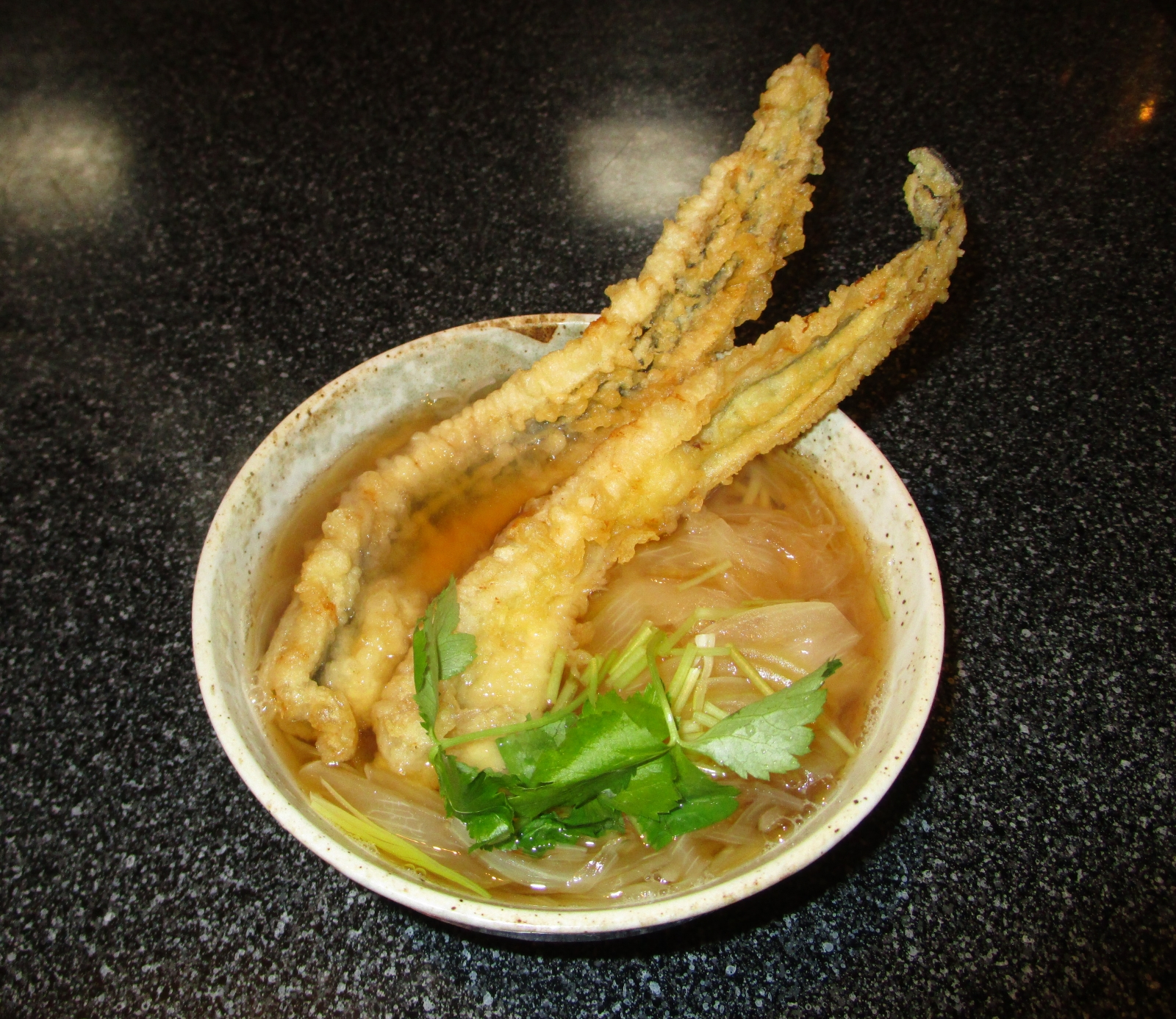
穴子天ぬーどる（淡路島ぬーどるの一例）

淡路島ぬーどる（あわじしまぬーどる）は、兵庫県の淡路島でご当地グルメとして創作された麺料理である。
2009年9月に、洲本商工会議所の若手により結成された「御食国（みけつくに）プロジェクト実行委員会」が企画し、島内の飲食店に参加を呼び掛けて実現された。島内の福良地区の製麺業者有志が開発したオリジナルの麺と、淡路島特産のタマネギを使うことをルールとしている。淡路島は手延べ素麺の名産地であるが、淡路島ぬーどるの専用麺は太さ2ミリ、長さ38センチで、従来の素麺より太くて2倍も長い。ルール以外の具や調理法は様々で、うどん風やラーメン風、スパゲティ風などのバリエーションが加盟店ごとに考案されている。
2009年9月の企画旗揚げには、島内の33店の飲食店やホテルが参加した。 2010年1月に一斉に販売が始まっている。他のご当地メニューの淡路島牛丼との相乗効果が地元では期待されている。